# Тутельян, Виктор Александрович
Ви́ктор Алекса́ндрович Тутелья́н (род. 8 февраля 1942, Москва) — советский и российский учёный по проблемам питания. Доктор медицинских наук, член-корреспондент РАМН (1993), академик РАМН (1997) и РАН (2013), иностранный член НАН РА. Заслуженный деятель науки Российской Федерации (2005), лауреат премии правительства РФ (2008).

## Биография
Родился в армянской семье, в 1943 году. Своего отца Александра Александровича Тутельяна не застал, так как к моменту рождения тот погиб на фронте. Мать - Маркит Тутельян, корни которой уходят в западную Армению (ныне Турция). Её отец Оганес Оганесович, во время геноцида армян потерял свою жену и своих детей. Женился во второй раз на бабушке Виктора Тутельяна Рипсиме Арутюновне. Впоследствии они переехали в Россию, где поселились в Острогожске неподалеку от Воронежа. Вторая семья насчитывала 12 детей, одной из которых была его мать Макрит. В 1930 году семья перезжает в Москву, где впоследствии мама Макрит знакомиться с отцом Александром Александровичем.
В 1965 году окончил 1-й Московский медицинский институт. В 1968 году защитил кандидатскую диссертацию «Роль ферментов лизосом в процессе адаптации к характеру питания», в 1977 году — докторскую диссертацию «Ферментная характеристика лизосом и её изменения под влиянием алиментарных и токсических факторов».
Заместитель директора по научной работе, с 1980 года — заведующий отделом питания Научно-исследовательского института питания (Москва). Директор Института питания РАМН. главный редактор научного журнала «Вопросы питания».
Эксперт Всемирной организации здравоохранения по безопасности питания. С 2019 года — член Высшей аттестационной комиссии при Минобрнауки РФ.
В 2015—2017 годах — исполняющий обязанности академика-секретаря Отделения медицинских наук РАН.
Сын — иммунолог, член-корреспондент РАН А. В. Тутельян (род. 1965).

## Сфера научной деятельности
Проблемы токсикологии продуктов питания и гигиенической регламентации основных загрязнителей продовольственного сырья и пищевых продуктов
гигиенические проблемы питания в связи с последствиями аварии на Чернобыльской АЭС
Автор многочисленных научных публикаций.

## Основные работы
- Биогенез и механизм действия микотоксинов / В. А. Тутельян, 26 с. 21 см, М.: Центр междунар. проектов ГКНТ, 1984
- Вредные вещества пищевых продуктов и степень их опасности для здоровья человека / В. А. Тутельян, 51 с. 21 см, М.: Центр междунар. проектов ГКНТ, 1984
- Микотоксины : (Мед. и биол. аспекты) / В. А. Тутельян, Л. В. Кравченко, 319 с. ил. 22 см, М.: Медицина, 1985
- Микотоксины: исторические аспекты и современные представления / В. А. Тутельян, 29 с. 21 см, М.: Центр междунар. проектов ГКНТ, 1984
- Микронутриенты в питании здорового и больного человека Учебники и учебные пособия для студентов высших учебных заведений, Колос, 2002.
- Национальные и международные системы контроля за загрязнением пищевых продуктов микотоксинами / В. А. Тутельян, 32 с. 21 см, М.: Центр междунар. проектов ГКНТ, 1984
- Б. Т. Величковский, В. А. Тутельян, В. Р. Кучма, А. А. Баранов. Новые возможности профилактической медицины в решении проблем здоровья детей и подростков России. ГЭОТАР-Медиа, 2009